# Conus patens
Conus patens é uma espécie de gastrópode do gênero Conus, pertencente à família Conidae.